# 장성 백양사 극락보전 목조아미타여래좌상
장성 백양사 극락보전 목조아미타여래좌상(長城 白羊寺 極樂寶殿 木造阿彌陀如來坐像)은 전라남도 장성군 북하면 약수리, 백양사 극락보전에 있는 조선시대의 불상이다. 2008년 4월 11일 전라남도의 유형문화재 제289호로 지정되었다.

## 개요
조선시대 후기에 조성되어 백양사 극락보전에 모셔진 목조 아미타여래좌상이다. 높이 2m가 조금 넘는 비교적 큰 규모의 목조상으로 나발의 머리에 정상의 계주가 높이 돌출해 있고 전면 중앙 계주는 반달모양을 하고 있다. 얼굴은 사각형이며 이마에 백호가 있고 눈, 코, 입, 귀 등 이목구비가 뚜렷하다. 목에 삼도가 보이며 특히 목이 다른 예에 비해 어깨부위와 확연히 구분되고 있는 것이 눈에 띈다. 법의는 통견이며 우측 어깨부위는 완전히 노출된 반단양식을 취하고 있으며, 깊게 내려온 U자형의 옷주름과 그 중앙에 세줄의 일자형 띠주름이 선명하다. 수인은 두손 모두 엄지와 중지를 맞잡고 있는 중품하생인(中品下生印)을 결하고 있다.
이 불상은 2005년 2월 발견된 복장물에서 1741년(영조 17) 명부전의 시왕상 중수와 함께 개금불사를 시행했다는 복장기(26×129cm)와 1978년 개금 불사를 시행했다는 중수기문도 함께 발견되었다.
이 불상의 양식적 특징은, 목부분과 양 어깨부위와의 연결부분이 매우 자연스럽게 처리되었다는 점, 깊게 파여진 U자형의 옷주름과 가슴중앙에 일자형으로 가로 지른 3조의 띠주름 위에 연화문 장식이 없다는 점, 양 어깨에 나타나는 Ω자형의 옷주름과 무릎 밑으로 펼쳐진 Ω자형의 군의자락, 불상의 앉은 자세가 거의 직각이라는 점 등이다. 이를 통하여 17세기 전반기[또는 16세기 후반기]에 조성되어 1741년에 개금했음을 알 수 있다.
백양사 극락보전 목조아미타여래좌상은 2m가 넘는 대형으로 17세기 전반에 제작된 작품으로 보인다. 양식적으로는 1634년에 제작된 선운사 대웅전 삼세불상이나 귀신사 대적광전의 삼신불상과 유사한데, 선운사 불상은 17세기 전반의 조각승 법해(法海)에 의해서 제작된 작품이다. 백양사의 아미타불상도 이 계통일 가능성이 있다.
이 불상은 규모가 크고 조각품으로서도 우수한 작품이다. 또 17세기 전반에 제작된 불상은 많지 않아서 그 시대의 양식을 보여준다.

## 같이 보기
- 고창 선운사 소조비로자나삼불좌상 (보물 제1752호)
- 김제 귀신사 소조비로자나삼불좌상 (보물 제1516호)

## 참고 자료
- 장성백양사극락보전목조아미타여래좌상 - 국가유산청 국가유산포털